# Shōko Nakahara
Shoko Nakahara (Kumamoto, 9 luglio 1965) è un'attrice giapponese, nota principalmente per aver partecipato ai film Mia moglie è una strega e Vacanze di Natale, nonché per il film The House of the Serpent.

## Biografia
Esordisce adolescente nel cinema italiano nel 1980, nel film Mia moglie è una strega, nel ruolo di una strega. Recita poi in alcuni film di Carlo Vanzina, tra cui Vacanze di Natale.
Negli anni '80 torna in Giappone, dove prenderà parte a numerosi film, diretti perlopiù da Hiroshi Takahashi e da Takeshi Kitano.
Nel 2022 è protagonista del film horror The House of the Serpent di Hiroshi Takahashi.

## Filmografia

### Cinema
- Mia moglie è una strega, regia di Steno (1980)
- Vacanze di Natale, regia di Carlo Vanzina (1983)
- Full Metal Yazuka, regi di Takashi Miike (1997)
- Simpatici e antipatici, regia di Christian De Sica (1998)
- Gemini, regia di Shinya Tsukamoto  (1999)
- Vistor Q, regia di Takashi Miike (2001)
- Sodomu No Iki, regia di Hiroshi Takahashi (2004)
- The Breed - La razza del male, regia di Nicholas Mastrandrea (2006)
- Asakusa Kid, regia di Takeshi Kitano (2021)
- The House of the Serpent, regia di Hiroshi Takahashi (2022)